# Snofru
Snofru (dříve přepisováno jako Snofrev) byl prvním egyptským faraonem 4. dynastie. Vládl přibližně v letech 2543–2510 př. n. l. Na trůn nastoupil po Hunejovi, posledním vládci 3. dynastie.
Snofru se proslavil především díky své stavební činnosti. Jako jediný faraon vybudoval tři pyramidy, a to pyramidu v Médúmu, Červenou pyramidu a Lomenou pyramidu, jejichž celkový objem přesahuje i Chufuovu pyramidu. Za jeho vlády nadto proběhly válečné kampaně do Libye, Núbie a na Sinajský poloostrov. Organizoval rovněž obchodní expedice do oblasti dnešního Libanonu. Dobové i pozdější prameny ho vykreslují jako ideálního a spravedlivého vládce, což přerostlo až v jeho posmrtný kult.

## Původ a rodina

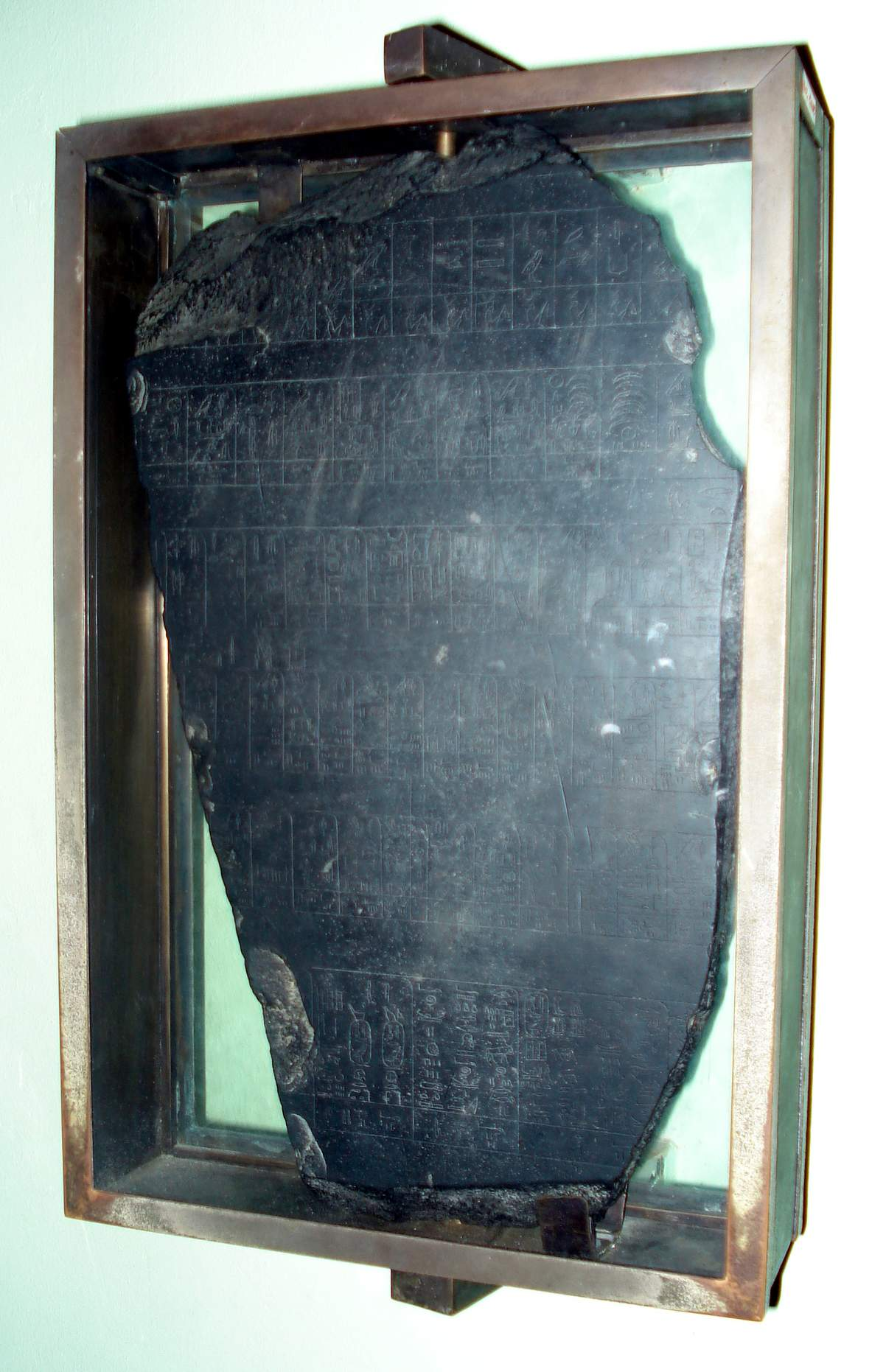
Palermská deska

Snofruův původ zůstavá badatelům z velké části neznámý. Podle Palermské desky z 18. dynastie byla jeho matkou Meresanch I. Někteří egyptologé Snofrua považují rovněž za syna předchozího panovníka Huneje, ačkoli k této domněnce neexistují žádné důkazy. Pierre Montet uvádí, že Snofru nutně nemusel být královského původu, ale mohl pocházet z rodiny úředníků z Beni Hasan. V zádušním chrámu u Snofruovy pyramidy v Médúmu je totiž zmíněno město Menat-Chufu, které se doposud nepodařilo lokalizovat. Podle Monteta by toto město mohlo být totožné s Beni Hasan. Jedná se ovšem pouze o hypotézu.
Jediná Snofruova známá manželka je Hetepheres I., která se však nehonosila oficiálním titulem královské manželky, a je proto někdy považována za konkubínu. Z tohoto vztahu vzešli dva synové, a sice Chufu, Snofruův následník, a pravděpodobně i Kawab, který byl dříve pokládán za Chufuova syna.
Matky dalších Snofruových dětí nejsou známé. Mezi Snofruovy další potomky patří každopádně synové Rahotep, Nefermaat (možná Hunejův syn), Anchhaf (Rainer Stadelmann ho považuje za Chufuova syna), Netžeraperef a možná Ranefer, Kanefer a Iynefer. Poté také další syn neznámého jména, kterého vědci objevili díky jeho monumentální mastabě M17. Ze Snofurových dcer jsou známé Hetepheres, manželka Anchhafa, Nefertkau I., Neferetnesu a možná také Meritites I., která se vdala za Chufua.

## Vláda
Podle všech dochovaných zpráv a záznamů byl Snofru velmi energickým panovníkem. Říše během jeho vlády zesílila a zbohatla. O jeho vládě mají egyptologové na rozdíl od většiny ostatních vládců Staré říše podrobné prameny. Nejdůležitější zdroj představuje Palermská deska a fragment letopisné desky pocházející z období vlády faraona 5. dynastie Neferirkare.

### Délka vlády
Přesná délka Snofruovy vlády není známá. Turínský královský papyrus z období Nové říše udává délku Snofruova panování jako 24 let. Manehto na rozdíl od něj uvádí 29 let. Egyptologové jeho vládu však většinou pokládají za delší, jako například Rolf Krauss, který odhadl, že Snofru mohl všechny své tři pyramidy vystavět minimálně za 31 let. Thomas Schnedier se domnívá, že Snofru panoval celkem 48 let. Tomu odpovídá i hodnocení Rainera Stadelmanna, který faraonovi připisuje 45 až 48 let vlády.

### Domácí politika
Za Snofruovy vlády došlo k významné transformaci administrativní organizace Egypta. Již od začátku Staré říše se Egypt dělil na nomy, jejichž počet se za Snofruova panování dramaticky zvýšil. Zmínky o nových nomech se objevují v Metcenově hrobce v Abúsíru, v chrámu u Lomené pyramidy, na stéle Snofruova syna Netžeraperefa a v hrobce úředníka Pehernefera v Sakkáře. Podle těchto pramenů během Snofurova působení přibylo minimálně dvacet dva nomů. Palermská deska také referuje, že Snofru založil 35 statků a intenzivně budoval pevnosti.
Mezi Snofruovi významné hodnostáře patřil například soudce Hetepi nebo úředníci Kagemni I., Metcen a Pehernefer. Snofru do vysokých funkcí dosazoval rovněž svoje syny, jmenovitě Rahotepa, Nefermaata, Kawaba a Anchhafa.

### Zahraniční politika
Podle Palermské desky posílal Snofru obchodní výpravy až na území dnešního Libanonu, kde měly za úkol nakoupit cedrové dřevo. Kromě toho informuje o Snofruových vojenských kampaních. První z nich byla namířena proti Núbijcům, kdy Snofru do čela své armády o 20 000 mužích jmenoval soudního úředníka Chaibaubata. Výprava uspěla a nový velitel Saubi do Egypta údajně přivedl 7000 zajatců a 200 000 kusů dobytka. Druhé tažení mířilo do Libyie a konalo se na konci Snofruovy vlády. Válečná kořist zahrnovala 1 100 zajatců a 13 100 kusů skotu.
Snofru pravděpodobně vytáhl také na Sinajský poloostrov. Cílem kampaně byly měděná a tyrkysová ložiska. O této akci mluví nápisy z údolí na Sinaji Vádi Maghara, kde se nacházely egyptské doly. Vyobrazují Snofrua, jak zabijí Beduína, ale více informací nepředkládají. Jako výchozí bod pro Snofruovu vojenskou expedici sloužilo přístavní město Vádí el-Garf. To dokazují pečetě, které zde nalezli archeologové.

## Snofruovy pyramidy

### Pyramida vMédúmu

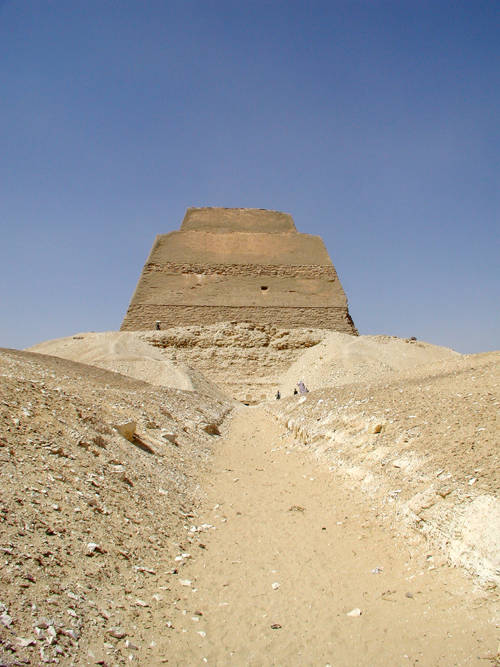
Pyramida v Médúmu

Už na počátku Snofruovy vlády začala stavby Pyramidy v Médúmu. Dříve byla připisována Hunejovi a egyptologové se mylně domnívali, že Snofru pyramidu pouze dostavěl.  Pyramida v Médúm měla být podle původních plánů stupňovitá, Snofru ji nakonec ale nechal obložit hladkými vápencovými hranoly, čímž se proměnila v pyramidu pravou.

### Lomená pyramida

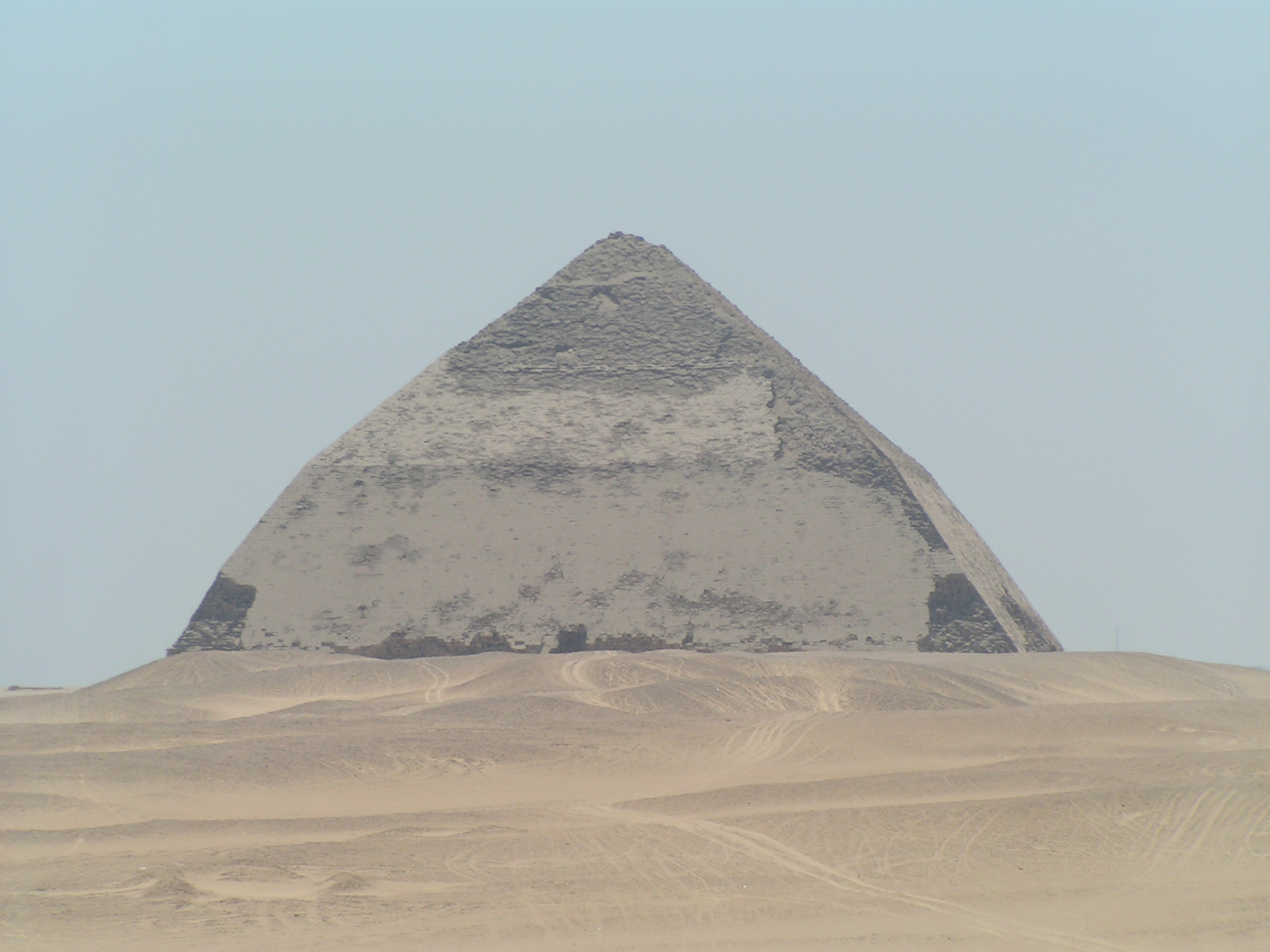
Snofruova lomená pyramida

Lomená pyramida krále Snofrua se též nazývá romboidní či o dvou svazcích, nachází se u Dahšúru. Jako pyramida je velmi atypická, je jediná svého druhu v Egyptě. Její základna má rozměry 185,5×185,5 metru, celá je vysoká 105 metru. Její stěny zpočátku stoupají pod úhlem 54° 51' do výšky 45 m, kde se lomí pod úhlem 42° 59'. Do pyramidy vedou dva vchody, uvnitř se nacházejí dvě obrovské komory, jejichž stropy jsou neobyčejně vysoké. Tyto dvě komory jsou spojeny šachtou, která byla vytesána teprve dodatečně.
Existuje více teorií, proč je sklon této pyramidy dvojí. Podloží této pyramidy je méně stabilní a při stavbě docházelo k trhlinám. Snížením sklonu stavitelé ubrali hmotu v horní části pyramidy a zároveň rozšířili původní základnu. Jiné domněnky hovořily o zdraví panovníka a nutnosti celou stavbu dokončit v kratším čase. Vynořily se ovšem i teorie, že záměr dvou sklonů je původní a má politické a náboženské důvody, například že představuje sjednocení Dolního a Horního Egypta.

### Červená pyramida

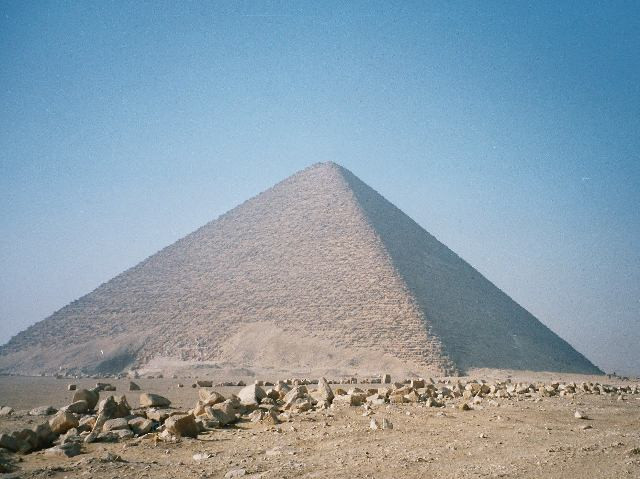
Růžová pyramida krále Snofrua u Dahšúru

Červená pyramida se nachází taktéž u Dahšúru, její pojmenování je odvozeno od barvy kvádrů, ze kterých je postavena. Její základna měří 221,5×218,5 metru, je vysoká 104,4 metru. Je to třetí největší pyramida v Egyptě a zároveň je to první typická pyramida, která kdy byla na půdě země Nilu postavena. To znamená, že je jako první postavena ve tvaru pravidelného jehlanu. Je však málo prozkoumána. Její vnitřní komory jsou totiž zavaleny a tím pádem nepřístupny. První známý člověk, který do ní kdy vstoupil, byl Václav R. Prutký, který v ní byl nejpozději v roce 1751. Častěji se však uvádí, že první do ní vstoupil Angličan Perring „teprve“ v roce 1837.

### Malé stupňovité pyramidy
Přibližně do období Snofruovi vlády jsou datovány rovněž malé stupňovité pyramidy rozestavěné po celém Egyptě. Jedná se o pyramidy v Nakádě, Kule, Edfu, Záwijit el-Mejjitínu, Síle, Sinki a na Elefantině. Jejich stavebníkem mohl být právě Snofru.